# Pula (moeda)
O pula (plural em português: pulas) é a moeda de Botsuana. Está dividida em 100 thebes. "Pula" significa "chuva" em língua tsuana e sua fração, o thebe, significa "gota", numa referência à importância da água neste país africano extremamente seco. Existem notas de 10, 20, 50 e 100 pulas e moedas de 1, 5, 10, 25 e 50 thebes e 1, 2 e 5 pulas.

## História
O pula foi introduzido em 1976, substituindo o rand da África do Sul, moedas foram introduzidas em denominações de 1, 5, 10, 25 e 50 thebe. O 1 thebe foi cunhado em alumínio, com o 5 thebe em bronze e os outros em cuproníquel. Essas moedas eram redondas, exceto pela 1 pula recortada. Moedas de bronze dodecagonais de 2 thebe foram introduzidas em 1981 e descontinuadas após 1985. Em 1991, o aço banhado a bronze substituiu o bronze no 5 thebe, o aço banhado a níquel substituiu o cuproníquel no 10, 25 e 50 thebe e o 1 pula mudou para uma moeda menor, de níquel-latão, curva equilátera e sete lados. Um 2 pula de níquel-latão de formato semelhante foi introduzido em 1994. Em 2004, a composição foi alterada para aço banhado a latão e o tamanho foi ligeiramente reduzido.
Após a retirada das moedas de 1 e 2 thebe em 1991 e 1998, respectivamente, moedas menores de 5, 10, 25 e 50 thebe foram introduzidas, com as moedas de 5 e 25 thebe tendo sete lados e as moedas de 10 e 50 thebe permanecendo redondas. Uma moeda bimetálica de 5 pula representando uma lagarta mopane e um galho da árvore mopane da qual ela se alimenta foi introduzida em 2000, composta por um centro de cuproníquel em um anel feito de alumínio-níquel-bronze.
Uma nova série de moedas foi introduzida em 2013. Todas as moedas anteriores foram desmonetizadas com efeito a partir de 28 de agosto de 2014 e permaneceram trocáveis por moedas atuais por 5 anos até 28 de agosto de 2019.

## Uso no Zimbábue
Devido à hiperinflação no Zimbábue de 2006 a 2008, o governo do Zimbábue permitiu a circulação de moeda estrangeira desde 2008. O dólar zimbabuense tornou-se obsoleto em 12 de abril de 2009. Várias moedas, incluindo o rand sul-africano e a pula de Botsuana, circulam no Zimbábue, juntamente com as notas de títulos e moedas de títulos do Zimbábue.